# 라오스-태국 국경 분쟁
라오스-태국 국경 분쟁(태국어: สมรภูมิบ้านร่มเกล้า 사몬푸미 반롬끌라오[*], 베트남어: Chiến tranh biên giới Lào-Thái Lan, Thai-Laotian Border War, 1987년 12월 – 1988년 2월)은 태국과 라오스 국경에서 벌어진 양측 간의 국경분쟁이다. 1907년 프랑스 측량사가 만든 구 시암 왕국과 프랑스령 인도차이나 간의 국경을 표시한 지도를 둘러싼 논쟁으로 촉발되었다. 핏사눌록 주의 국경에 있는 무반 (행정 구역) 반롬끌라오의 소유 및 우따라딧 주의 세 개 국경 무반의 소유가 불명확한 채로 남아 있었기 때문이다.
1984년 태국과 라오스 국경 수비대 간 일련의 사소한 총격 사건이 있었다. 1987년 12월에는 태국 육군이 분쟁 지역인 반롬끌라오를 점령하고 태국의 국기를 내걸었다. 라오스 정부는 해당 무반은 라오스의 싸이냐불리 주의 일부라 주장하며 강력하게 항의하였다. 태국은 이 무반이 핏사눌록 주 암프 찻뜨라깐에 속한다고 답했다. 라오스군은 이에 소규모 태국 주둔군에 야간 공격을 감행하여 태국 병력을 몰아내고 태국의 국기를 라오스의 국기로 대체하였다. 이후 1988년 2월 19일까지 수 주 간 격한 전투가 벌어졌다. 베트남도 이 분쟁에서 같은 공산주의 우호 국가인 라오스를 지원해 병력을 보냈다.

## 분쟁 이후
1996년 태국-라오스 공동 국경선 위원회가 발족되어 1810km에 달하는 국경 및 논쟁의 소지가 있는 지역의 소유권을 명확히 하였다. 이는 현재까지 효력이 지속되고 있다.